# William Pope Duval
William Pope Duval (Mount Comfort, 4 settembre 1784 – Washington, 19 marzo 1854) è stato un politico statunitense. Fu il primo governatore civile del Territorio della Florida, succedendo ad Andrew Jackson, che ne era stato governatore militare.
Nel suo governatorato di dodici anni, dal 1822 al 1834, divise la Florida in quattro territori, istituì il sistema giudiziario locale e scelse Tallahassee come capitale del territorio a causa della sua posizione centrale. Dopo la carriera politica, esercitò la professione di avvocato e si trasferì in Texas con la famiglia nel 1848. La contea di Duval, dove si trova anche Duval Street a Jacksonville, e Duval Street a Tallahassee, sono state così denominate in suo onore.

## Biografia

### Origini
Nativo della Virginia, era figlio di un veterano della rivoluzione americana e benestante proprietario terriero. Lasciò giovanissimo la famiglia dopo un litigio col padre, che lo accusava di essere un buono a nulla, per stabilirsi sulla frontiera del Kentucky, dove sposò Nancy Hynes, figlia del pioniere Andrew Hynes, dalla quale ebbe otto figli; di questi, tre si distinsero in particolare: Burr H. Duval combatté nella rivoluzione texana e venne ucciso dai messicani nel massacro di Goliad, Thomas H. DuVal fu il primo giudice della Corte Suprema texana, mentre infine John C. Duval fu il primo letterato e poeta del Texas, tanto da essere definito come "il padre della letteratura texana".
Divenuto avvocato, Duval partecipò alla guerra Creek del 1812 come capitano dei volontari, per poi essere eletto alla Camera dei Rappresentanti per il Kentucky per un mandato. Poco prima della sua nomina a governatore della Florida tornò per la prima volta in Kentucky per una breve visita alla famiglia, portando con sé un ciocco di legna e ponendolo nel camino in memoria della discussione avuta col padre vent'anni prima.

### Governatore territoriale della Florida
Distintosi per le proprie capacità, il presidente degli Stati Uniti James Monroe lo nominò nel 1821 primo governatore territoriale della Florida in sostituzione del generale e futuro presidente Andrew Jackson. Preso possesso della carica l'anno successivo, durante il suo lungo mandato si occupò di organizzare il futuro Stato, stabilendone la capitale a Tallahassee e dividendolo in quattro zone amministrative dopo aver sfidato con successo l'autorità del capo indiano Nemathla, ostile alla presenza degli statunitensi.
Fu uno dei principali responsabili della sistematica rimozione dei Seminole dal territorio floridiano, inasprendo così le guerre seminole nonostante generalmente tentasse di adottare metodi pacifici e avesse per questo guadagnato il rispetto dei nativi. Alla fine del suo mandato era riuscito con successo a rimuovere tutti i Seminole della Florida meridionale, mentre la resistenza dei nativi continuava nella parte centro-settentrionale.

### Ultimi anni
Dopo il termine del suo mandato nel 1834, per alcuni anni rimase in Florida continuando a partecipare alla politica locale, venendo eletto senatore statale. All'ammissione della Florida negli Stati Uniti nel 1845 fu tra coloro che si occuparono di definirne i confini ufficiali. Nel 1848 infine decise di seguire i figli emigrati in Texas, aprendo uno studio legale ad Austin, che annoverò tra i suoi assistiti Sam Houston.
Nel 1854 si recò a Washington per una consulenza legale, venendo qui colto improvvisamente dalla morte il 19 marzo. Venne quindi sepolto con tutti gli onori al Cimitero del Congresso. Figura molto nota della politica statunitense, ispirò alcuni dei personaggi degli scrittori Washington Irving (suo personale conoscente) e James Kirke Paulding. Durante la seconda guerra mondiale venne varata in suo onore la nave trasporto di classe Liberty William P. Duval, in seguito l'italiana Vesuvio.